# وانغ لين
وانغ لين (بالصينية: 王林) (19 سبتمبر 1987 بتشنغدو في الصين - ) هو لاعب كرة قدم صيني في مركز الدفاع. لعب مع جيجيانغ غرينتاون وشانغهاي غرينلاند شينهوا وShanghai United F.C. ‏ وLiaoning Guangyuan FC ‏ ونادي شانغهاي بودونغ لكرة القدم.

## وصلات خارجية
- وانغ لين على موقع قاعدة بيانات كرة القدم.إي يو (الإنجليزية)
- وانغ لين على موقع Soccerway.com (الإنجليزية)